# The Legend of Hercules
The Legend of Hercules (no Brasil Hércules e em Portugal: A Lenda de Hércules)  (anteriormente conhecido como Hercules: The Legend Begins  e Hercules 3D) é um filme americano 3D de fantasia e ação de 2014 dirigido por Renny Harlin e co-escrito por Harlin com Daniel Giat, Giulio Steve e Sean Hood. O filme é estrelado por Kellan Lutz, Gaia Weiss, Scott Adkins, Roxanne McKee e Liam Garrigan. Foi lançado no mesmo ano que outra adaptação do mito de Hércules, estrelada por Dwayne Johnson. The Legend of Hercules foi amplamente criticado em resenhas e fracassou nas bilheterias.

## Sinopse
A história da origem do herói grego mítico. Traído por seu padrasto, o Rei, e exilado e vendido como escravo por causa de um amor proibido, Hércules deve usar seus poderes formidáveis para lutar contra o seu caminho de volta ao seu reino de direito.

## Elenco Original do Filme
| Personagem                   | Ator              |
| ---------------------------- | ----------------- |
| Hércules                     | Kellan Lutz       |
| Hebe                         | Gaia Weiss        |
| Rei Anfitrião                | Scott Adkins      |
| Rainha Alcmena               | Roxanne McKee     |
| Íficles                      | Liam Garrigan     |
| Sotiris                      | Liam McIntyre     |
| Quíron                       | Rade Šerbedžija   |
| Tarak                        | Johnathon Schaech |
| Agamenon                     | Luke Newberry     |
| Creonte                      | Jukka Hilden      |
| Lucius                       | Kenneth Cranham   |
| Kakia                        | Mariah Gale       |
| Saphirra                     | Sarai Givaty      |
| Archer # 1                   | Richard Reid      |
| Humbaba                      | Spencer Wilding   |
| Comandante de Batalhão n º 1 | Bashar Rahal      |

## Recepção
Hércules recebeu críticas negativas, e não conseguiu recuperar seu orçamento de US$70 milhões, faturando apenas US$61,3 milhões mundialmente.

## Ligações Externas
- «Sítio oficial»
- The Legend of Hercules. no IMDb.
- The Legend of Hercules no AdoroCinema